# 盛昌黎
盛昌黎（1949年11月—），女，汉族，上海人，中华人民共和国地方政府官员，中国民主促进会中央委员、浙江省委主委。哈尔滨师范大学生物专业毕业。
1969年5月至1978年1月，盛昌黎在黑龙江生产建设兵团任教。1978年2月至1982年2月，在哈尔滨师范大学学习。1982年2月至1985年7月，在杭州萧山中学任教。1985年7月至1985年12月，任萧山县人民政府办公室副主任。1985年12月至1991年11月，任萧山县（市）人民政府副县（市）长。1991年11月至1998年4月，任浙江省计划生育委员会副主任。1991年11月至1998年4月任浙江省计划生育委员会副主任。1998年4月至2002年1月任宁波市副市长。2002年1月当选为浙江省人民政府副省长。2008年1月任浙江省政协副主席。2008年，当选第十一届全国政协委员，代表中国民主促进会，分入第九组。